# Guillermo Carvajal
Pour les articles homonymes, voir Carvajal.
Guillermo Carvajal Garibay plus connu sous le nom de Guillermo Carvajal  né le 4 juillet 1927 à Gómez Palacio (Mexique, État de Durango), est un matador mexicain.

## Présentation et carrière
A l'école primaire, il a l'intention de devenir d'ingénieur, mais il est très tôt fasciné par la tauromachie et abandonne ses études pour se lancer dès 1944 dans des novilladas où il connaît un certain succès. Le 4 janvier 1953, il prend son alternative à Mexicali, Mexique,  avec pour parrain Pepe  Dominguín et pour témoin Humberto Moro, face à du bétail de Jesús Cabrera. Il confirme le 30 janvier 1955 à Mexico avec pour  parrain Calesero  et il confirme  de nouveau le 29 septembre 1956  à Madrid avec pour parrain Antonio Vázquez et pour témoin   Mario Carrión face à du bétail d'El Pizzaral de Casatejada.

## Le Style
Il obtient des contrats en France, mais très vite on le surnomme Carnaval à cause de ses gestes outranciers. Considéré comme torero psychédélique, ses ennemis du mundillo prétendent qu'il serait sous l'influence de drogue. Pourtant il s'expose beaucoup dans le combat et il finit par faire taire les moqueries. Ceci au prix de nombreuses blessures. Il triomphe à Nîmes le 26 mai 1958 dans une corrida d'antologie, aux côtés de Luis Miguel Dominguín et d'Antonio Ordóñez. Ce jour-là, il semble toréer dans un état second, enchaîne les passes avec un courage et une esthétique remarquable. Il abandonne sa muleta au moment de l'estocade et provoque le taureau avec son mouchoir.
De retour au Mexique, il paie son audace par de très graves blessures, ce qui mettra fin à sa carrière à partir de 1968. Retiré dans sa famille, il meurt en 1995. Il fait partie des grands toreros mexicains.